# Lửa Hy Lạp

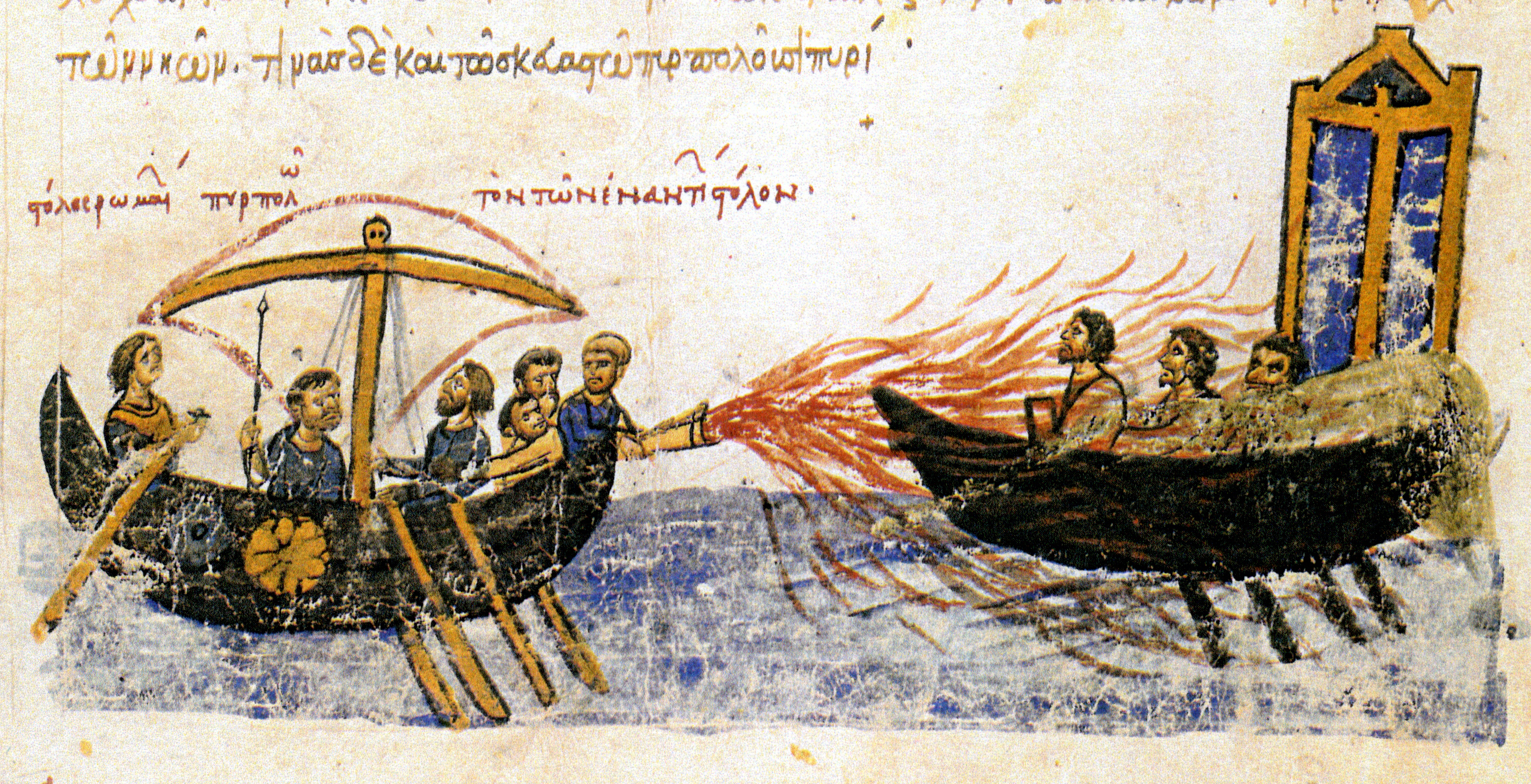
Minh họa một con tàu thế kỷ 12 sử dụng lửa Hy Lạp

"Lửa Hy Lạp" là vũ khí bí mật của hoàng đế Đông La Mã. Nó được cho là đã được phát minh bởi một kỹ sư người Syria tên là Callinicus, một người theo đạo Cơ đốc tị nạn từ Maalbek, trong thế kỷ thứ 7 (vào năm 673). Loại hóa chất được sử dụng cho vũ khí này được phun sang tàu địch bằng một chiếc bơm được làm bằng da và gỗ, luồng hóa chất này chạy qua một chiếc ống đồng và phóng ra ngoài có một người đứng ngoài châm đóm vào luồng hóa chất làm nó bốc cháy trước khi bắn vào tàu địch. Nó còn có khả năng cháy trên mặt nước mà không gây ảnh hưởng gì và thậm chí càng cháy to hơn bình thường.
Mặc dù thuật ngữ "Lửa Hy Lạp" được sử dụng trong nhiều ngôn ngữ ở châu Âu sau các cuộc Thập tự chinh, trong các nguồn Đông La Mã ban đầu nó được gọi bằng nhiều tên khác nhau, chẳng hạn như "lửa biển" (tiếng Hy Lạp cổ: πῦρ θαλάσσιον pyr thalássion), "Lửa La Mã" (πῦρ ῥωμαϊκόν pr rhomaïkón), "Lửa chiến tranh" (πολεμικὸν πῦρ polemikòn pyr), "dung dịch bắn" (ὑγρὸν πῦρ), hoặc "lửa tự chế" (πῦρ σκευαστόν pyr skeuastón).